# Paul Kaye
Paul Kaye (n.1965 în Clapham) este un actor de comedie englez. Este cunoscut pentru rolul Mike Strutter interpretat în emisiunea „Strutter” de pe MTV.